# Operación Triunfo 2023
Operación Triunfo 2023, también conocido por sus siglas OT 2023, fue la duodécima edición del programa de televisión musical Operación Triunfo. Fue emitido en directo entre el 20 de noviembre de 2023 y el 19 de febrero de 2024 en la plataforma de streaming Prime Video.

## Desarrollo
El 19 de abril de 2023, el portal web verTele anunció que Amazon Prime Video había adquirido el formato, dejando así de lado la televisión lineal, ya que se había estado emitiendo en La 1 de RTVE durante las tres últimas ediciones celebradas en 2017, 2018 y 2020. También se anunció que se mantendrían las retransmisiones en directo de los castings y del 24 horas vía YouTube. Asimismo, se dio a conocer en una rueda de prensa que esta edición, al retransmitirse mediante Amazon, la plataforma de streaming Twitch obtendría mayor importancia.

### Mecánica
El formato duró 14 semanas, repartiéndose en 12 galas semanales, la gala final y la gala especial de Navidad, todas ellas presentadas por Chenoa. Esta edición también dispuso de un nuevo magacín diario, con Xuso Jones como presentador y varios colaboradores, donde se comentaría lo que estaría pasando durante los días dentro de la Academia.

### Premio
La persona ganadora recibió 100 000 € para su carrera discográfica.

### Instalaciones
La Academia de Operación Triunfo 2023 siguió estando ubicada en los estudios del Parque Audiovisual de Cataluña, en Tarrasa, que acogieron tanto el plató como la academia. Las instalaciones ocuparon 2 200 m2 y contaron con un edificio de tres plantas y un plató de grandes dimensiones. Además, en esta edición se amplió el tamaño de la academia y, al igual que en la primera edición, los estudios de grabación estuvieron dentro de las instalaciones.

### Castings
Esta edición contó con los castings presenciales y los precastings, también conocidos como #OTCover, que constaron en publicar un vídeo en TikTok o Instagram cantando una canción a capela de máximo 45 segundos. Si ese vídeo fuese seleccionado por la directora de casting, Noemí Galera, el autor obtendría un Pase Prime para saltarse la cola del casting.
| Fecha            | Lugar                                                                         | Asistentes | Pases a la segunda fase | De los cuales, con Pase Prime | Pases al casting final | De los cuales, con Pase Prime | Pases a la academia |
| ---------------- | ----------------------------------------------------------------------------- | ---------- | ----------------------- | ----------------------------- | ---------------------- | ----------------------------- | ------------------- |
| 3 de julio       | Fira de Barcelona, recinto de Montjuïc (Barcelona)                            | 2067       | 132                     | 24                            | 35                     | 11                            | 1                   |
| 6 de julio       | Palacio de Congresos (Zaragoza)                                               | 842        | 46                      | 6                             | 13                     | 4                             | 2                   |
| 10 de julio      | Multiusos Fontes do Sar (Santiago de Compostela)                              | 656        | 50                      | 5                             | 7                      | 2                             | 0                   |
| 12 de julio      | Bilbao Arena (Bilbao)                                                         | 712        | 52                      | 8                             | 14                     | 1                             | 1                   |
| 17 de julio      | Feria Valencia, Foro Norte (Valencia)                                         | 2182       | 90                      | 14                            | 23                     | 8                             | 2                   |
| 6 de septiembre  | Auditorio Alfredo Kraus (Las Palmas de Gran Canaria)                          | 548        | 49                      | 4                             | 14                     | 2                             | 1                   |
| 11 de septiembre | La Caja Blanca (Málaga)                                                       | 1382       | 70                      | 11                            | 19                     | 5                             | 3                   |
| 14 de septiembre | Palacio de Congresos y Exposiciones de Sevilla, Auditorio Fibes II, (Sevilla) | 1630       | 77                      | 5                             | 10                     | 1                             | 1                   |
| 19 de septiembre | Madrid Arena, en el Pabellón Satélite de la Casa de Campo (Madrid)            | 3048       | 84                      | 9                             | 13                     | 4                             | 5                   |

## Equipo

### Presentadores
El 27 de mayo de 2023, Prime Video anunció vía Twitter que la exconcursante de OT 1, Chenoa, sería la presentadora de esta edición. El 29 de junio de 2023, verTele, el mismo portal web que anunció la exclusiva de la vuelta de OT, reveló que Xuso Jones sería el presentador del magacín diario OT al Día. El 9 de octubre de 2023, Prime Video anunció en su Twitter que la posgala, anteriormente conocida como El Chat, la presentaría la presentadora, locutora, cantante y actriz de doblaje, Masi Rodríguez. Algunos de los colaboradores del magacín diario fueron Gisela, Sebastián Gallego, Iban García, Belena Gaynor o Mario Marzo, entre otros.

### Profesorado
El claustro de la Academia estuvo formado por:
- Noemí Galera, directora de castings y directora de la Academia
- Manu Guix, director musical
- Mamen Márquez, profesora de técnica vocal
- Vicky Gómez, coreógrafa
- Abril Zamora, profesora de interpretación
- Pablo Lluch, coach vocal
- Vic Mirallas, coach vocal
- Toni Hinojosa, profesor de fitness
- Gerard Ibáñez, profesor de canto coral
- Verónica Blume, profesora de yoga
- Jill Earnshaw, profesora de inglés
- Judith Endje, profesora de baile urbano

### Jurado
El 15 de noviembre, Prime Video anunció en la presentación de la edición que los miembros del jurado serían:
- Buika
- Pablo Rouss
- Cris Regatero

El cuarto integrante del jurado fue un invitado especial por cada gala:
- Anitta (Gala 0)[21]
- Natalia Jiménez (Gala 1)[22]
- Vanesa Martín (Gala 2)[23]
- Cami (Gala 3)[24]
- Carlos Rivera (Gala 4)[25]
- Miriam Rodríguez (Gala 5)[26]
- Edurne (Gala 6)[27]
- Rozalén (Gala 7)[28]
- Emilia (Gala 8)[29]
- Abraham Mateo (Gala 9)[30]

## Concursantes
| N.º                                | Concursante         | Edad | Residencia                 | Información    |
| ---------------------------------- | ------------------- | ---- | -------------------------- | -------------- |
| 1                                  | Naiara Moreno       | 26   | Zaragoza                   | Ganadora       |
| 2                                  | Paul Thin           | 21   | Armilla                    | Segundo        |
| 3                                  | Ruslana Panchyshyna | 18   | Tenerife                   | Tercera        |
| 4                                  | Juanjo Bona         | 20   | Magallón                   | Cuarto         |
| 5                                  | Lucas Curotto       | 23   | Vallirana                  | Quinto         |
| 6                                  | Martin Urrutia      | 18   | Getxo                      | Sexto          |
| 7                                  | Bea Fernández       | 19   | San Fernando de Henares    | 10.ª expulsada |
| 8                                  | Chiara Oliver       | 19   | Ciudadela                  | 9.ª expulsada  |
| 9                                  | Álvaro Mayo         | 21   | Sevilla                    | 8.º expulsado  |
| 10                                 | Cris Bartolomé      | 24   | San Cristóbal de La Laguna | 7.º expulsado  |
| 11                                 | Violeta Hódar       | 22   | Motril                     | 6.ª Expulsada  |
| 12                                 | Álex Márquez        | 25   | Córdoba                    | 5.º expulsado  |
| 13                                 | Salma Díaz          | 21   | Mijas                      | 4.ª expulsada  |
| 14                                 | Denna Ruiz          | 22   | Ogíjares                   | 3.ª expulsada  |
| 15                                 | Omar Samba          | 26   | Yunquera de Henares        | 2.º expulsado  |
| 16                                 | Suzete Correia      | 22   | Santa Cruz de Tenerife     | 1.ª expulsada  |
| Aspirantes eliminados en la Gala 0 |                     |      |                            |                |
| 17                                 | Lina de Sol         | 20   | Vigo                       | Eliminada      |
| 18                                 | Edu Izaña           | 26   | Santa Cruz de Tenerife     | Eliminado      |

## Estadísticas semanales

### Tabla de estadísticas semanal
|         | Gala 0    | Gala 1   | Gala 2    | Gala 3    | Gala 4    | Gala 5    | Gala 6    | Gala 7    | Gala 8    | Gala 9    | Gala 10    | Gala 11   | Gala Final | Gala Final |
| ------- | --------- | -------- | --------- | --------- | --------- | --------- | --------- | --------- | --------- | --------- | ---------- | --------- | ---------- | ---------- |
| Naiara  | Entra     | Salvada  | Favorita  | Salvada   | Salvada   | Salvada   | Salvada   | Salvada   | Salvada   | Favorita  | Nota: 9,5  | Finalista | Finalista  | Ganadora   |
| Paul    | Entra     | Favorito | Salvado   | Nominadoº | Salvado   | Nominado  | Salvado   | Salvado   | Nominado  | Nominado  | Nota: 8,8* | Finalista | Finalista  | Segundo    |
| Ruslana | Entra     | Salvada  | Salvada   | Salvada   | Favorita  | Salvada   | Salvada   | Salvada   | Nominadaº | Nominadaº | Nota: 8,2° | Finalista | Finalista  | Tercera    |
| Juanjo  | Entra     | Salvado  | Salvado   | Salvado   | Salvado   | Salvado   | Salvado   | Favorito  | Salvado   | Salvado   | Nota: 9    | Finalista | Cuarto     |            |
| Lucas   | Entra     | Nominado | Salvado   | Salvado   | Salvado   | Salvado   | Salvado   | Nominadoº | Favorito  | Nominado  | Nota: 8,8  | Finalista | Quinto     |            |
| Martin  | Entra     | Salvado  | Salvado   | Salvado   | Salvado   | Nominadoº | Favorito  | Nominado  | Salvado   | Salvado   | Nota: 8,2  | Finalista | Sexto      |            |
| Bea     | Entra     | Salvada  | Salvada   | Favorita  | Nominada  | Salvada   | Nominada  | Nominada  | Nominada  | Salvada   | Nota: 8,8  | Expulsada |            |            |
| Chiara  | Entra     | Salvada  | Salvada   | Salvada   | Nominadaº | Favorita  | Nominada  | Salvada   | Salvada   | Nominadaº | Expulsada  |           |            |            |
| Álvaro  | Entra     | Salvado  | Salvado   | Salvado   | Salvado   | Nominado  | Nominadoº | Salvado   | Nominadoº | Expulsado |            |           |            |            |
| Cris    | Entra     | Salvado  | Salvado   | Salvado   | Salvado   | Salvado   | Salvado   | Nominado  | Expulsado |           |            |           |            |            |
| Violeta | Entra     | Salvada  | Nominada  | Nominada  | Salvada   | Salvada   | Nominadaº | Expulsada |           |           |            |           |            |            |
| Álex    | Entra     | Nominado | Nominado  | Salvado   | Nominado  | Nominado  | Expulsado |           |           |           |            |           |            |            |
| Salma   | Entra     | Salvada  | Salvada   | Nominada  | Nominada  | Expulsada |           |           |           |           |            |           |            |            |
| Denna   | Entra     | Nominada | Nominada  | Nominada  | Expulsada |           |           |           |           |           |            |           |            |            |
| Omar    | Entra     | Salvado  | Nominado  | Expulsado |           |           |           |           |           |           |            |           |            |            |
| Suzete  | Entra     | Nominada | Expulsada |           |           |           |           |           |           |           |            |           |            |            |
| Lina    | Eliminada |          |           |           |           |           |           |           |           |           |            |           |            |            |
| Edu     | Eliminado |          |           |           |           |           |           |           |           |           |            |           |            |            |

     El concursante entró en la Academia por decisión del jurado
     El concursante entró en la Academia mediante el pase directo (otorgado por los profesores)
     El concursante entró en la Academia por decisión de los profesores
     El concursante entró en la Academia vía televoto
     Aspirante eliminado de la Gala 0 vía televoto
     El concursante no estaba en la Academia
     Eliminado de la semana vía televoto
     Propuesto por el jurado para abandonar la academia, pero salvado por los profesores
     Propuesto por el jurado para abandonar la academia, pero salvado por los compañeros
     Nómada favorito de la semana vía aplicación móvil
     Candidato a nómada favorito de la semana vía aplicación móvil
     Nominado de la semana
     Concursante candidato a finalista
     Finalista elegido en la gala 10 por el jurado o los profesores
     Finalista elegido en la gala 11 por el jurado o los profesores
     Finalista elegido en la gala 11 por el público
     3.er/.ª finalista
     2.º/.ª finalista
     Ganador
º: Candidato a nómada favorito y nominado en la misma semana
*: Nómada favorito y candidato a nominado en la misma semana
| Propuestos para abandonar la Academia     | Gala 0                | Gala 1                  | Gala 2                  | Gala 3                   | Gala 4                | Gala 5                  | Gala 6                    | Gala 7                | Gala 8                  | Gala 9                    | Gala 10                       | Gala 11           | Ganadora     | Naiara 49% (entre 3)  |
| Propuestos para abandonar la Academia     | Álvaro Denna Edu Lina | Álex Denna Lucas Suzete | Álex Denna Omar Violeta | Denna Paul Salma Violeta | Álex Bea Chiara Salma | Álex Álvaro Martin Paul | Álvaro Bea Chiara Violeta | Bea Cris Lucas Martin | Álvaro Bea Paul Ruslana | Chiara Lucas Paul Ruslana | Bea Lucas Martin Paul Ruslana | Bea Lucas Ruslana | Ganadora     | Naiara 49% (entre 3)  |
| Salvado por los profesores de la Academia | Denna                 | Álex                    | Denna                   | Paul                     | Chiara                | Martin                  | Álvaro                    | Lucas                 | Ruslana                 | Paul                      | Paul                          | Lucas             | Ganadora     | Naiara 49% (entre 3)  |
| Salvado por los compañeros                | Ninguno               | Denna 9 de 13 votos     | Violeta 7 de 12 votos   | Salma 5 de 11 votos      | Bea 5 de 10 votos     | Álvaro 5 de 9 votos     | Bea 5 de 8 votos          | Martin 3* de 7 votos  | Bea 4 de 6 votos        | Ruslana 3 de 5 votos      | Ninguno                       | Ninguno           | 2º Finalista | Paul 26% (entre 3)    |
| Salvado/s por el voto del público         | Álvaro 43,86%         | Ninguno                 | Lucas 54,1%             | Álex 72,4%               | Violeta 65,6%         | Álex 60,3%              | Paul 82,1%                | Chiara 59,5%          | Bea 52,3%               | Paul 65,7%                | Lucas 67%                     | Ruslana 55,5%     | 3ª Finalista | Ruslana 25% (entre 3) |
| Expulsados                                | Edu y Lina 56,14%     | Ninguno                 | Suzete 45,9%            | Omar 27,6%               | Denna 34,4%           | Salma 39,7%             | Álex 17,9%                | Violeta 40,5%         | Cris 47,7%              | Álvaro 34,3%              | Chiara 33%                    | Bea 44,5%         | 4º Finalista | Juanjo 13% (entre 6)  |
| Expulsados                                | Edu y Lina 56,14%     | Ninguno                 | Suzete 45,9%            | Omar 27,6%               | Denna 34,4%           | Salma 39,7%             | Álex 17,9%                | Violeta 40,5%         | Cris 47,7%              | Álvaro 34,3%              | Chiara 33%                    | Bea 44,5%         | 5º Finalista | Lucas 7% (entre 6)    |
| Expulsados                                | Edu y Lina 56,14%     | Ninguno                 | Suzete 45,9%            | Omar 27,6%               | Denna 34,4%           | Salma 39,7%             | Álex 17,9%                | Violeta 40,5%         | Cris 47,7%              | Álvaro 34,3%              | Chiara 33%                    | Bea 44,5%         | 6º Finalista | Martin 6% (entre 6)   |

### Votaciones de los compañeros
|         | Gala 1   | Gala 2    | Gala 3    | Gala 4    | Gala 5    | Gala 6    | Gala 7    | Gala 8    | Gala 9    | Votos totales |
| ------- | -------- | --------- | --------- | --------- | --------- | --------- | --------- | --------- | --------- | ------------- |
| Bea     | Suzete   | Omar      | Salma     | Nominada  | Álvaro    | Nominada  | Nominada  | Nominada  | Ruslana   | 17            |
| Chiara  | Denna    | Violeta   | Violeta   | Salma     | Álvaro    | Nominada  | Martin    | Bea       | Nominada  | 3             |
| Juanjo  | Denna    | Violeta   | Salma     | Bea       | Álvaro    | Bea       | Martin    | Bea       | Ruslana   | 0*            |
| Lucas   | Nominado | Álex      | Salma     | Álex      | Álex      | Bea       | Cris      | Paul      | Nominado  | 4             |
| Martin  | Lucas    | Violeta   | Violeta   | Bea       | Álvaro    | Chiara    | Nominado  | Bea       | Ruslana   | 3             |
| Naiara  | Denna    | Violeta   | Salma     | Salma     | Álex      | Bea       | Bea       | Paul      | Lucas     | 0*            |
| Paul    | Denna    | Violeta   | Salma     | Salma     | Nominado  | Chiara    | Bea       | Nominado  | Lucas     | 2             |
| Ruslana | Suzete   | Omar      | Denna     | Bea       | Álvaro    | Chiara    | Martin    | Bea       | Nominada  | 3             |
| Álvaro  | Denna    | Omar      | Violeta   | Bea       | Nominado  | Bea       | Bea       | Nominado  | Expulsado | 5             |
| Cris    | Lucas    | Álex      | Violeta   | Bea       | Álex      | Bea       | Nominado  | Expulsado |           | 1             |
| Violeta | Denna    | Nominada  | Nominada  | Salma     | Álex      | Nominada  | Expulsada |           |           | 11            |
| Álex    | Denna    | Nominado  | Denna     | Nominado  | Nominado  | Expulsado |           |           |           | 7             |
| Salma   | Denna    | Violeta   | Nominada  | Nominada  | Expulsada |           |           |           |           | 9             |
| Denna   | Nominada | Violeta   | Nominada  | Expulsada |           |           |           |           |           | 11            |
| Omar    | Denna    | Nominado  | Expulsado |           |           |           |           |           |           | 3             |
| Suzete  | Nominada | Expulsada |           |           |           |           |           |           |           | 2             |

- * El concursante tuvo 0 votos porque nunca estuvo expuesto a la votación de sus compañeros.
- Concursante nómada favorito y que, en caso de empate, su voto desempataba.
- Concursante nominado y salvado por los profesores.
- Concursante nominado y salvado por los votos de los compañeros.
- Concursante nominado
- Concursante expulsado.

### Puntuaciones del jurado (Gala 10)
| Concursantes (por orden alfabético) | Jurado | Jurado   | Jurado  | Jurado     |
| Concursantes (por orden alfabético) | Buika  | Pablo R. | Cris R. | Media      |
| ----------------------------------- | ------ | -------- | ------- | ---------- |
| Bea                                 | 8,0    | 9,5      | 9,0     | 8,8 (26,5) |
| Juanjo                              | 9,0    | 9,0      | 9,0     | 9,0 (27)   |
| Lucas                               | 9,0    | 9,0      | 8,5     | 8,8 (26,5) |
| Martin                              | 8,0    | 8,5      | 8,0     | 8,2 (24,5) |
| Naiara                              | 9,5    | 9,5      | 9,5     | 9,5 (28,5) |
| Paul                                | 8,5    | 9,0      | 9,0     | 8,8 (26,5) |
| Ruslana                             | 7,5    | 8,5      | 8,5     | 8,2 (24,5) |

### Expulsiones
El público votaba para salvar a su concursante favorito, por lo tanto el expulsado era el concursante con menor porcentaje:
- Gala 0: Álvaro (43,86%) / Lina y Edu (56,14%)[31]
- Gala 2: Lucas (54,1%) / Suzete (45,9%)[32]
- Gala 3: Álex (72,4%) / Omar (27,6%)[33]
- Gala 4: Violeta (65,6%) / Denna (34,4%)[34]
- Gala 5: Álex (60,3%) / Salma (39,7%)[35]
- Gala 6: Paul (82,1%) / Álex (17,9%)[36]
- Gala 7: Chiara (59,5%) / Violeta (40,5%)[37]
- Gala 8: Bea (52,3%) / Cris (47,7%)[38]
- Gala 9: Paul (65,7%) / Álvaro (34,3%)[39]
- Gala 10: Lucas (67%) / Chiara (33%)[40]
- Gala 11: Ruslana (55,5%) / Bea (44,5%)[41]

## Galas
Operación Triunfo 2023 contó con 14 galas, incluyendo un especial de Navidad, que se emitieron entre el 20 de noviembre de 2023 y el 19 de febrero de 2024.

### Artistas invitados
- Gala 0: Anitta[31]
- Gala 1: Nil Moliner / NIA[42]
- Gala 2: Abraham Mateo y Vicco[32]
- Gala 3: Morat[33]
- Gala 4: Carlos Rivera[34]
- Gala 5: Sen Senra[43]
- Gala 6: Veintiuno[44]
- Gala 7: Chanel[28]
- Gala 8: Emilia[29]
- Gala 9: Abraham Mateo y Omar Montes[45]
- Gala 10: Dani Fernández[46]
- Gala 11: Pablo López y Álvaro de Luna[47]
- Gala 12: Lola Índigo y Ana Mena[48]

### Canciones cantadas
Las canciones cantadas en el concurso son versiones de los participantes de canciones originales de otros artistas.
| Español | 57 |
| Inglés  | 48 |
| Francés | 1  |
| Catalán | 1  |
| Euskera | 1  |

(*) No se toman en cuenta canciones cantadas dos veces. Si la canción original es en inglés, pero se cantó una versión en español u otra versión, se toma como propia del cantante original. En caso de ser colaboraciones entre dos o más artistas, se le cuenta a cada artista una canción.

## Invitados
Como en todas las ediciones del programa, fueron a visitar a los concursantes diferentes personalidades del mundo de la música y el espectáculo. Estas figuras del mundo del arte fueron:
- Semana 1: NIA, Miki Núñez, Susana Abaitua, Adam Jezierski y Chenoa
- Semana 2: Dave Zulueta, Depol, Chica Sobresalto (Maialen) y Los Javis (Javier Ambrossi y Javier Calvo)
- Semana 3: Suu, Ginebras y Rafa Romera
- Semana 4: Samantha Gilabert, Amaia, Hugo Cobo y Álex Márquez
- Semana 5: Iván Labanda, Josep Guijarro, Nerea Rodríguez y Miriam Rodríguez
- Semana 6: Edurne, Gonzalo Hermida, Marilia Monzón, Marta Sango, Julia Medina, Samantha Hudson y Aitana
- Semana 7: Chanel, Noelia Franco, Natalia Ferviú, María Escarmiento, Leo Rizzi, Raúl Carrera, Diego Arroyo (Veintiuno) y Javy Ramírez
- Semana 8: Àngel Llàcer, Julieta, Alba Reche, Joan Carles Capdevila y Anaju Calavia
- Semana 9: Abraham Mateo, Raoul Vázquez, Alfred García, Andrea Vilallonga, Ana Guerra y Roi Méndez
- Semana 10: Dani Fernández, Paula Cendejas, Lorena Gómez, Lola Lolita y Natalia Lacunza
- Semana 11: Laura Andrés, Israel Fernández
- Semana 12: Antonio Banderas y Lola Índigo

## Gira de conciertos

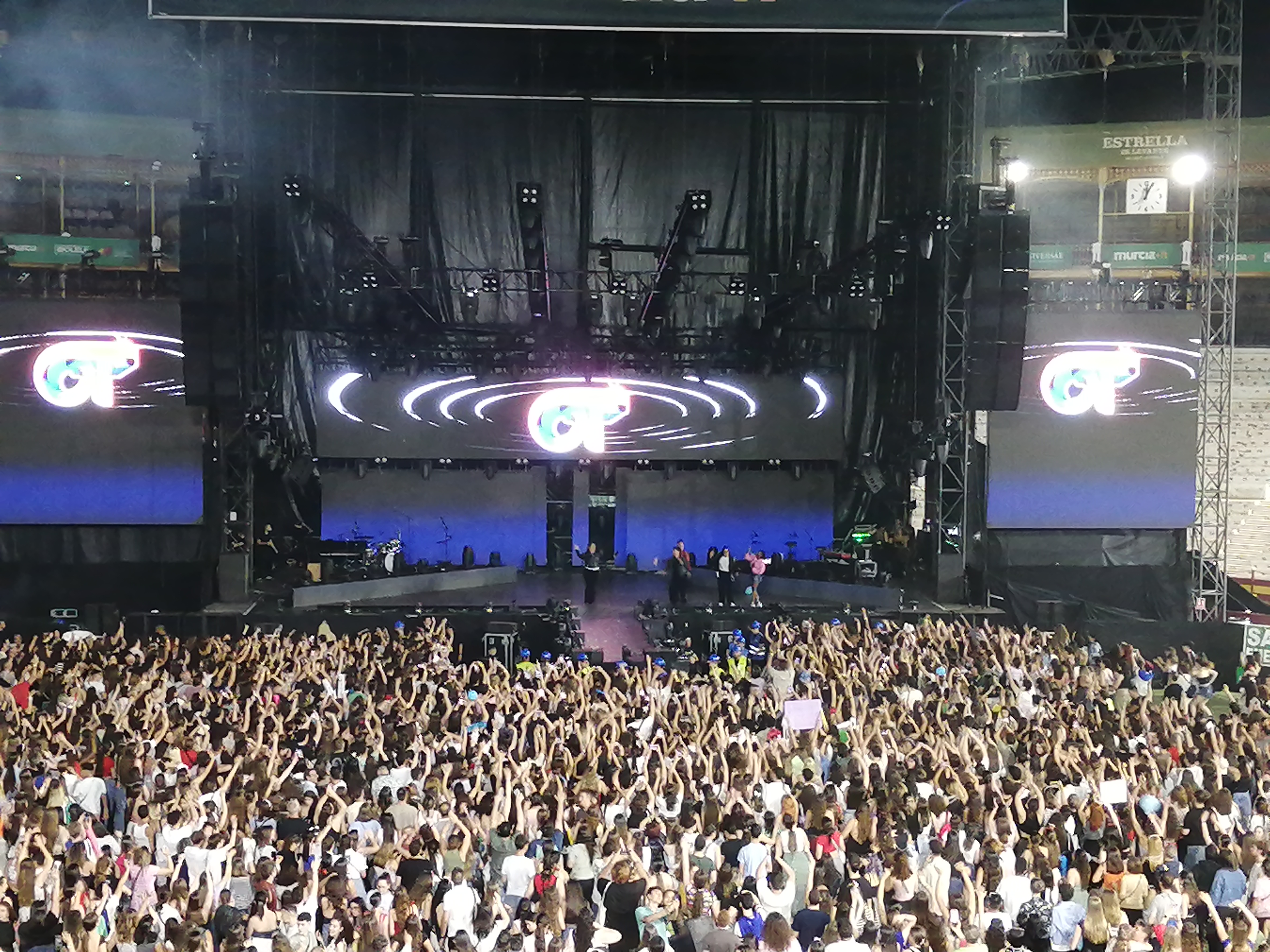
Fin del concierto de la gira en la plaza de toros de Murcia.

La gira de los participantes de Operación Triunfo 2023, (denominada Gira ING OT2023 por patrocinio), arrancó el 27 de abril de 2024 en Bilbao y terminó el 13 de julio de 2024 en Valencia.

### Fechas
El 10 de febrero de 2024 confirmaron 8 nuevas ciudades: Bilbao, Fuengirola (Málaga), Murcia, Sevilla, Granada, Zaragoza, Puerto de Santa María (Cádiz) y Valencia.
El 12 de febrero de 2024 confirmaron las fechas de las 8 ciudades que anunciaron el 10 de febrero.
| Día                 | Localidad             | Recinto                    | Espectadores (Aprox.) |
| ------------------- | --------------------- | -------------------------- | --------------------- |
| 27 de abril de 2024 | Bilbao                | Bizkaia Arena (BEC)        | 13.000 / 13.000       |
| 18 de mayo de 2024  | Fuengirola            | Marenostrum Fuengirola     | 10.000 / 18.000       |
| 24 de mayo de 2024  | Murcia                | Plaza de Toros             | —                     |
| 1 de junio de 2024  | Barcelona             | Palau Sant Jordi           | 17.960 / 17.960       |
| 2 de junio de 2024  | Barcelona             | Palau Sant Jordi           | 17.960 / 17.960       |
| 13 de junio de 2024 | Sevilla               | Estadio de La Cartuja      | —                     |
| 15 de junio de 2024 | Granada               | Cortijo del Conde          | —                     |
| 21 de junio de 2024 | Zaragoza              | Ciudad Expo                | —                     |
| 27 de junio de 2024 | Madrid                | WiZink Center              | 15.500 / 15.500       |
| 28 de junio de 2024 | Madrid                | WiZink Center              | 15.500/15.500         |
| 6 de julio de 2024  | Puerto de Santa María | Plaza de Toros             | —                     |
| 13 de julio de 2024 | Valencia              | Estadio Ciutat de València | —                     |

### Gala NoGala
Además de patrocinar la gira de conciertos, ING también organizó las Galas NoGalas, una retransmisión a través del canal oficial de YouTube de Operación Triunfo donde se ofrecía contenido exclusivo de cada concierto, así como impresiones y experiencias de los artistas e imágenes del backstage. Hubo un total de 9 Galas NoGalas, con Masi, Lalachus, Dan Renville e Iban García como maestros de ceremonia.
- Gala NoGala 1: 29 de abril (concierto de Bilbao 27 de abril)
- Gala NoGala 2: 20 de mayo (concierto de Fuengirola 18 de mayo)
- Gala NoGala 3: 27 de mayo (concierto de Murcia 24 de mayo)
- Gala NoGala 4: 3 de junio (conciertos de Barcelona 1 y 2 de junio)
- Gala NoGala 5: 17 de junio (conciertos de Sevilla 13 de junio y Granada 15 de junio)
- Gala NoGala 6: 24 de junio (concierto de Zaragoza 21 de junio)
- Gala NoGala 7: 1 de julio (conciertos de Madrid 27 y 28 de junio)
- Gala NoGala 8: 8 de julio (concierto de Puerto de Santa María 6 de julio)
- Gala NoGala 9: 15 de julio (concierto de Valencia 13 de julio)

### Setlist
| Canción                                                        | Concursante                            |
| -------------------------------------------------------------- | -------------------------------------- |
| «Libertad»                                                     | Grupal                                 |
| «La Canción Más Hermosa del Mundo»                             | Omar Samba                             |
| «Tiroteo»                                                      | Martin Urrutia y Alez                  |
| «Dragón»                                                       | Denna                                  |
| «Acalorado»                                                    | Lucas Curotto y Omar Samba             |
| «River Deep, Mountain High»                                    | Bea Fernández                          |
| «Inmortal»                                                     | Martin Urrutia y Ruslana               |
| «A Song for You»                                               | Suzete                                 |
| «Sweet Caroline»                                               | Grupal                                 |
| «Eye of the Tiger»                                             | Lucas Curotto y Bea Fernández          |
| «Bailemos»                                                     | Alez                                   |
| «God Only Knows»                                               | Martin Urrutia y Juanjo Bona           |
| «Young Hearts Run Free»                                        | Bea Fernández y Suzete                 |
| «Cuando Zarpa el Amor»                                         | Salma                                  |
| «Padam Padam»                                                  | Denna y Violeta                        |
| «Walk Like an Egyptian»                                        | Chiara Oliver, Ruslana y Bea Fernández |
| «When The Party's Over» Nota: A partir del concierto de Málaga | Paul Thin                              |
| «A tu vera»                                                    | Juanjo Bona y Salma                    |
| «Please Don't Go»                                              | MAYO                                   |
| «La Vida Moderna»                                              | Paul Thin y Juanjo Bona                |
| «¿Y cómo es él?»                                               | Cris Helia                             |
| «I Kissed A Girl»                                              | Chiara Oliver y Violeta                |
| «Tómame o déjame»                                              | Naiara Moreno                          |
| «Dime»                                                         | Grupal                                 |
| «Mía»                                                          | Chiara Oliver                          |
| «Ptazeta: Bzrp Music Sesion, Vol. 45»                          | Paul Thin y Ruslana                    |
| «I Drove All Night»                                            | MAYO y Cris Helia                      |
| «Blue Lights»                                                  | Violeta                                |
| «Salvaje»                                                      | Ruslana y Naiara Moreno                |
| «El Patio»                                                     | Juanjo Bona                            |
| «Para No Verte Más»                                            | MAYO y Naiara Moreno                   |
| «Alors on danse»                                               | Martin Urrutia                         |
| «Escriurem»                                                    | Chiara Oliver y Martin Urrutia         |
| «One Way or Another»                                           | Lucas Curotto                          |
| «Unholy»                                                       | MAYO, Bea Fernández, Juanjo Bona       |
| «Corazón Hambriento»                                           | Naiara Moreno y Lucas Curotto          |
| «Slomo»                                                        | Ruslana                                |
| «Milo J: Bzrp Music Sessions, Vol. 57»                         | Paul Thin                              |
| «Let's Get Loud»                                               | Naiara Moreno                          |
| «Historias Por Contar»                                         | Grupal                                 |
| «Quevedo: Bzrp Music Sessions, Vol. 52»                        | Grupal                                 |

## Firmas de discos
Los concursantes recorrieron parte de la geografía española firmando los distintos álbumes recopilatorios de la edición. Las fechas fueron las siguientes:
| Fecha                 | Ciudad    | Cantantes                            | Público           |
| --------------------- | --------- | ------------------------------------ | ----------------- |
| 27 de enero de 2024   | Madrid    | Bea, Martín y Ruslana                | 4200 personas     |
| 27 de enero de 2024   | Barcelona | Paul, Chiara y Lucas                 | 4000 personas     |
| 27 de enero de 2024   | Zaragoza  | Naiara, Juanjo y Álvaro              | 2000 personas     |
| 3 de febrero de 2024  | Valencia  | Violeta, Álvaro, Suzete y Omar       | 3000 personas     |
| 3 de febrero de 2024  | Málaga    | Salma, Álex, Denna y Cris            | más 2000 personas |
| 10 de febrero de 2024 | Murcia    | Álvaro, Chiara, Omar y Salma         | 5000 personas     |
| 10 de febrero de 2024 | Granada   | Violeta, Denna y Alex                | más 2500 personas |
| 17 de febrero de 2024 | Sevilla   | Álvaro, Cris, Alex, Suzete y Bea     |                   |
| 17 de febrero de 2024 | Madrid    | Chiara, Violeta, Salma, Denna y Omar |                   |
| 9 de marzo de 2024    | Vigo      | Ruslana, Paul y Lucas                |                   |
| 9 de marzo de 2024    | Pamplona  | Naiara, Martin y Juanjo              |                   |
| 15 de marzo de 2024   | Tenerife  | Suzete, Cris, Paul y Ruslana         |                   |